# Mangrovesolfågel
Mangrovesolfågel (Anthreptes gabonicus) är en fågel i familjen solfåglar inom ordningen tättingar.

## Utseende och läte
Mangrovesolfågeln är en påfallande färglös solfågel, gråbrun ovan och smutsigt gråvit undertill. Runt ögonen syns en tydlig vit ögonring och den relativt stora och korta näbben är inte särskilt böjd. Lätena och sången liknar andra solfåglars, bestående av korta och metalliska visslingar.

## Utbredning och systematik
Fågeln förekommer från södra Senegal till Kamerun, Gabon, norra Angola och sydvästra Demokratiska republiken Kongo. Den behandlas som monotypisk, det vill säga att den inte delas in i några underarter.

## Levnadssätt
Mangerovesolfågeln hittas nära vatten. Den ses oftast i mangroveträsk, jordbruksområden och utmed större floder.

## Status
Arten har ett stort utbredningsområde och beståndet anses vara stabilt. Internationella naturvårdsunionen IUCN listar den därför som livskraftig (LC).